# 粗糙鹅观草
粗糙鹅观草（学名：Roegneria scabridula）为禾本科鹅观草属下的一个种。